# Proconiini
Los proconinos (Proconiini) son una tribu de hemípteros auquenorrincos de la familia Cicadellidae. Tiene más de 350 especies agrupadas en más de 60 géneros. La taxonomía está siendo revisada.
Algunas especies son plagas de la agricultura, uno de los peores es Homalodisca vitripennis.

## Géneros
- Abana - Acrobelus - Acrocampsa - Acrogonia - Amblydisca - Anacrocampsa - Anacuerna - Aulacizes - Catorthorrinus - Cicciana - Ciccus - Cleusiana - Cuerna - Cyrtodisca - Dechacona - Depanana - Depanisca - Desamera - Deselvana - Dichrophleps - Dictyodisca - Diestostemma - Egidemia - Homalodisca - Homoscarta - Hyogonia - Ichthyobelus - Lojata - Mareba - Molomea - Ochrostacta - Omagua - Oncometopia - Paracrocampsa - Paraulacizes - Peltocheiras - Phera - Procama - Procandea - Proconia - Proconobola - Proconopera - Proconosama - Propectes - Pseudometopia - Pseudophera - Quichira - Rhaphirrhinus - Splonia - Strictoscarta - Tapajosa - Teletusa - Tretogonia - Yotala - Yunga - Zyzzogeton[2]